# Bioton
Bioton S.A. ist ein börsennotiertes pharmazeutisches und biotechnologisches Unternehmen mit Hauptsitz in der polnischen Stadt Warschau. Das Unternehmen stellt Medikamente wie Insulin, Cephalosporin, Aminoglycosid- und Makrolidantibiotika sowie Nahrungsergänzungsmittel her. Das 1989 gegründete Unternehmen ist seit 2005 börsennotiert. Es ist im sWIG 80-Index der Warschauer Wertpapierbörse gelistet und zudem Bestandteil des PTX-Index der Wiener Börse.